# Lambdaistanbul

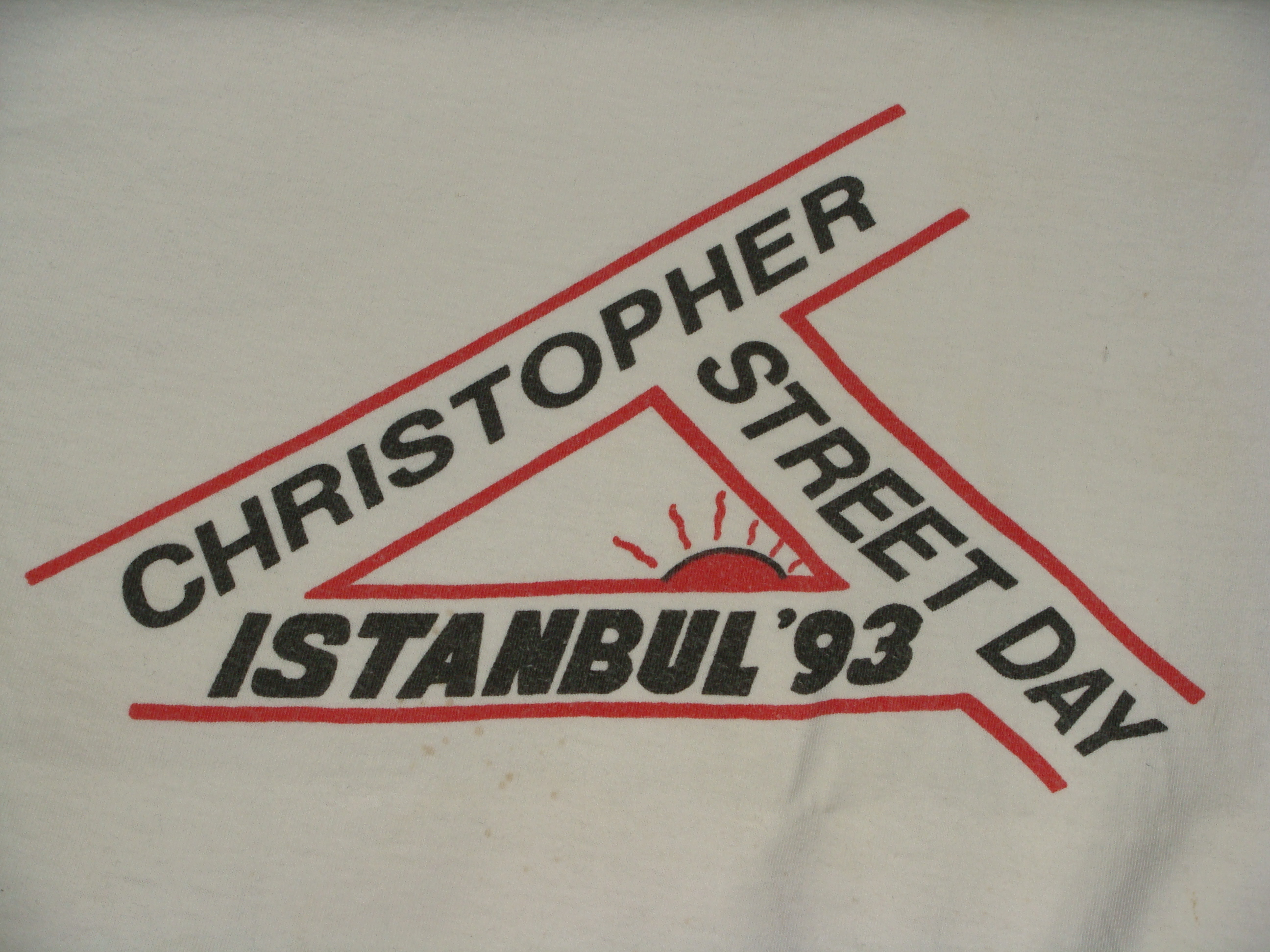
Tričko vydané v rámci oslav Christopher Street Day

Lambdaistanbul je turecká LGBT organizace. Byla založena v roce 1993 jako kulturní svaz LGBT komunity a v roce 2006 jí byl dán status oficiální organizace. Podílela se rovněž na konání prvních, zpočátku ilegálních, festivalů hrdosti roku 1993 v Turecku, které se postupem času staly veřejnými shromážděními se státní záštitou.
Organizaci byla z rozhodnutí soudu v květnu 2008 pozastavená činnost. Prokurátor tehdy označoval činnost Lambda Istanbul za protiprávní a amorální. Rozsudek byl kritizován ze strany Human Rights Watch  a Amnesty International. Nejvyšší odvolací soud tento rozsudek 25. listopadu 2008 zvrátil  a 30. dubna 2009 vydal soud nižší istance Lambdaistanbul nové povolení k činnosti.
Činnost Lambdy zahrnuje:
- Hlášení ohledně dodržování lidských práv v Turecku
- Lobbing za změnu článku 10 Ústavy Turecké republiky, podle něhož je momentálně nepřípustná diskriminace na základě jazyka, rasy, barvy pleti, politického přesvědčení, náboženství, denominaci a jiných obdobných kritérií, nicméně není zde stále začleněná sexuální orientace a pohlavní identita.